# Ениколопов, Иван Константинович
Ива́н Константи́нович Ениколо́пов (Энаколопашвили; 1893 — 1994) — советский историк, литературовед, пушкинист, музейный работник, некрополист, создатель и руководитель ряда мемориальных музеев в Грузии, профессор Тифлисского университета.

## Биография
Служил в канцелярии Тифлисского генерал-губернатора, чиновник для особых поручений (1913).
После установления советской власти занимался литературной работой. Организатор музея Грибоедова, впоследствии превратившегося при его активном участии в государственный Литературный музей Грузии.
В течение 30 лет являлся директором Пантеонов общественных деятелей на Мтацминда и Дидубе (Тбилиси), занимался их реконструкцией и благоустройством.
Его историко-литературные исследования получили всеобщее признание и внесли ценный вклад в научное развитие русско-грузинских литературных связей. Большое значение для грузинского пушкиноведения имеют работы «Пушкин на Кавказе» и «Пушкин в Грузии». Также особенную ценность составляют труды о Грибоедове, которые публиковались во многих академических изданиях.

## Основные работы
- Ениколопов И. К. А. С. Грибоедов в Грузии и Персии: Историко-биографический очерк. — Тифлис: Заккнига, 1929. — 208 с.: ил., портр.
- Грибоедов А. С. Путевые записки: Кавказ-Персия / А. С. Грибоедов; Предисл. и примеч. к тексту И. К. Ениколопова; Общ. ред. проф. Н. К. Пиксанова; Илл. худож. В. Кроткова. — Тифлис: Заккнига, 1932. — 91 с. — 3000 экз. (в пер.)
- Ениколопов И. К. Пушкин на Кавказе. — Тбилиси: Заря Востока, 1938. — 190 с.
- Ениколопов И. К. Поэт Мирза-Шафи. — Баку: Изд-во АзФАН СССР, 1938.
- Ениколопов И. К. Пушкин в Грузии. — Тбилиси: Заря Востока, 1950. — 132 с.
- Ениколопов И. К. Грибоедов в Грузии / Под ред. О. Поповой. — Тбилиси: Заря Востока, 1954. — 160 с. 10 000 экз.
- Ениколопов И. К. Лев Николаевич Толстой в Грузии. — Тбилиси: Заря Востока, 1962. — 84 с. 10 000 экз.
- Ениколопов И. К. Грибоедов и Восток. — Ереван: Айастан, 1974. 160 с. 5000 экз.
- Ениколопов И. Рукописный список «Горе от ума» Архивная копия от 4 марта 2016 на Wayback Machine // Известия Академии наук Армянской ССР. Общественные науки. № 6. 1962. С. 79-81.

### Некрополистика
- Ениколопов (Энаколопашвили) И. К. Дидубийский пантеон. — Тбилиси: Техника да шрома, 1957. — 242 с.
- Энаколопашвили И. К. Пантеон на Мтацминда. — Тбилиси: Сабчота Сакартвело, 1968. — 48 с.